# Kukur
Et kukur er et ur, hvor der hver time kommer en model af en fugl, typisk en gøg, ud og kukker, samtidigt med at uret slår.
Kukure stammer fra Schwarzwald i Tyskland.
| Artikelstump | Spire Denne artikel om måleinstrumenter er en spire som bør udbygges. Du er velkommen til at hjælpe Wikipedia ved at udvide den. |